# 18948 Гінкле
18948 Гінкле (18948 Hinkle) — астероїд головного поясу, відкритий 24 серпня 2000 року.
Тіссеранів параметр щодо Юпітера — 3,387.